# کوپریفشتیتسا

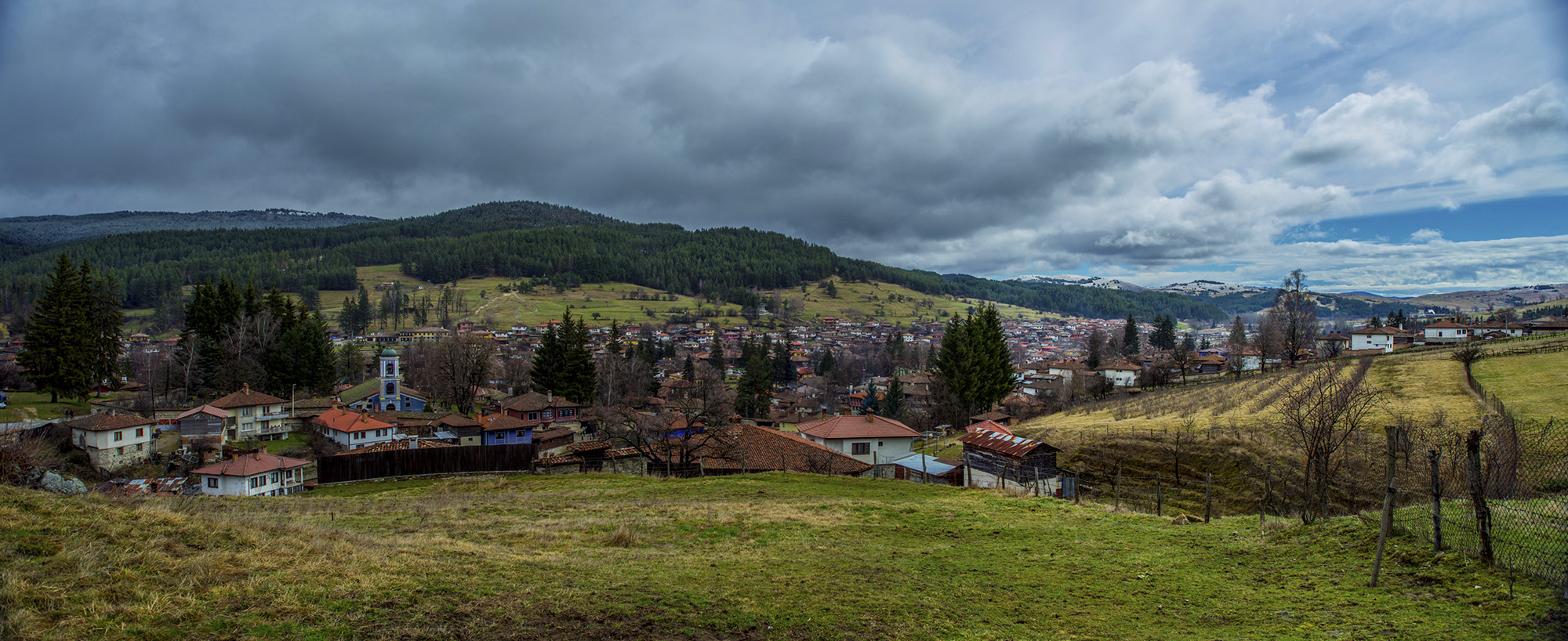
نمایی از شهر کوپریفشتیتسا در استان صوفیه کشور بلغارستان - ۲۰۱۶

کوپریفشتیتسا شهری در استان صوفیه کشور بلغارستان است که جمعیت آن در سال ۲۰۰۱ میلادی ۲٬۵۶۷ نفر بوده‌است.